# Therapy (Anne-Marie)
| Recensione   | Giudizio |
| ------------ | -------- |
| The Guardian |          |
| NME          |          |

Therapy è il secondo album in studio della cantante britannica Anne-Marie, pubblicato il 23 luglio 2021 dalle etichette discografiche Major Tom's e Asylum Records.

## Antefatti
Nel 2019 Anne-Marie ha dichiarato di essere al lavoro sul suo secondo album. L'artista descrisse così il processo creativo relativo all'album: "Amo stare in studio di registrazione. Stando in studio per una settimana ed è stato come terapeutico per il mio cervello. Da qui è partito il processo creativo relativo al mio prossimo album". Nella medesima intervista, l'artista dichiarò di avere intenzione di lavorare maggiormente alla scrittura e alla composizione di questo disco rispetto a quanto fatto in precedenza, cercando di creare del materiale che risultasse "fresco" e "mai sentito prima".
Nel corso del 2020 l'artista ha pubblicato i singoli Birthday, Her, To Be Young e Problems, nessuno dei quali è stato poi inserito nella versione internazionale dell'album; Birthday e To Be Young saranno comunque inseriti nella versione giapponese del progetto. Nel 2021 ha pubblicato il singolo Don't Play, il quale ha ottenuto un successo notevolmente superiore rispetto ai singoli dell'anno precedente e piazzandosi alla seconda posizione della classifica britannica. Nei mesi successivi ha pubblicato i singoli Way Too Long e Our Song e annunciato la pubblicazione dell'album. In concomitanza al lancio del progetto, Anne-Marie ha pubblicato il brano Kiss My (Uh-Oh) in collaborazione con le Little Mix in qualità di quarto singolo.

## Promozione

### Dysfunctional Tour
Il 21 maggio 2021, Anne-Marie ha annunciato il Dysfunctional Tour, con date previste per il mese di maggio 2022 nel Regno Unito e Irlanda.
Il 30 novembre 2021, la cantante ha annunciato le date nordamericane, previste per il mese di aprile 2022 che, in seguito, sono state riprogrammate per i mesi di novembre e dicembre 2022, a causa di circostanze impreviste, come spiegato dall'artista in un annuncio sul suo profilo Instagram.
Date
| Data             | Città         | Stato       | Luogo                   |
| Europa           | Europa        | Europa      | Europa                  |
| ---------------- | ------------- | ----------- | ----------------------- |
| 3 maggio 2022    | Dublino       | Irlanda     | 3Arena                  |
| 6 maggio 2022    | Glasgow       | Regno Unito | OVO Hydro               |
| 7 maggio 2022    | Cardiff       | Regno Unito | Motorpoint Arena        |
| 9 maggio 2022    | Leeds         | Regno Unito | First Direct Arena      |
| 11 maggio 2022   | Londra        | Regno Unito | The SSE Arena           |
| Nord America     |               |             |                         |
| 26 novembre 2022 | San Francisco | Stati Uniti | August Hall             |
| 29 novembre 2022 | Los Angeles   | Stati Uniti | The Belasco             |
| 1º dicembre 2022 | Chicago       | Stati Uniti | Park West               |
| 3 dicembre 2022  | Columbus      | Stati Uniti | Newport Music Hall      |
| 5 dicembre 2022  | Toronto       | Canada      | Phoenix Concert Theatre |
| 7 dicembre 2022  | New York      | Stati Uniti | Webster Hall            |

## Tracce
1. X2 – 2:46 (Anne-Marie Nicholson, Rachel Keen, Fred Ball, Peter Rycroft)
2. Don't Play (feat. KSI e Digital Farm Animals) – 3:09 (Anne-Marie Nicholson, Olajide Olatunji, Nicholas Gale, Mustafa Omer, James Murray, Andrew Murray, Sam Gumbley, Richard Boardman, Pablo Bowman)
3. Kiss My (Uh-Oh) (feat. Little Mix) – 2:57 (Anne-Marie Nicholson, Taylor Upsahl, Camille Purcell, Pete Nappi, Jacob Banfield)
4. Who I Am – 2:32 (Anne-Marie Nicholson, Warren Felder, Sean Douglas, Alex Niceforo, Keith Sorrells)
5. Our Song (feat. Niall Horan) – 2:44 (Philip Plested, Dan Curwin, Anne-Marie Nicholson, Ben Kohn, Niall Horan, Pete Kelleher, Tom Barnes)
6. Way Too Long (feat. Nathan Dawe e MoStack) – 2:30 (Nathan Dawe, Anne-Marie Nicholson, Montell Daley, Tre Jean-Marie, Daniel Traynor, Uzoechi Emenike, Oladayo Olatunji, Michael Orabiyi, Ryan Campbell)
7. Breathing – 3:24 (Anne-Marie Nicholson, Rachel Keen, Fred Ball)
8. Unlovable (feat. Rudimental) – 2:23 (Anne-Marie Nicholson, Camille Purcell, Uzoechi Emenike, Nathan Dawe, Tre Jean-Marie)
9. Beautiful – 3:15 (Ed Sheeran, Max Martin, Elvira Anderfjärd)
10. Tell Your Girlfriend – 2:14 (Anne-Marie Nicholson, Brittany Amaradio, Blake Slatkin)
11. Better Not Together – 3:09 (Anne-Marie Nicholson, Camille Purcell, Uzoechi Emenike, Nathan Dawe, Tre Jean-Marie)
12. Therapy – 2:46 (Anne-Marie Nicholson, Thomas Barnes, Peter Kelleher, Benjamin Kohn, Philip Plested)

Tracce bonus nell'edizione giapponese
1. Birthday – 3:01 (Anne-Marie Nicholson, Delacey, Keith Sorrells, Warren Felder)
2. To Be Young (feat. Doja Cat) – 3:24 (Anne-Marie Nicholson, Doja Cat, Brittany Amaradio, Louis Bell, Teo Halm)
3. Don't Play (feat. KSI e Digital Farm Animals) (Nathan Dawe Remix) – 3:18 (Anne-Marie Nicholson, Olajide Olatunji, Nicholas Gale, Mustafa Omer, James Murray, Andrew Murray, Sam Gumbley, Richard Boardman, Pablo Bowman)
4. Bedroom (feat. JJ Lin) – 2:46 (Anne-Marie Nicholson, Thomas Barnes, Peter Kelleher, Benjamin Kohn, Camille Purcell)

## Classifiche

### Classifiche settimanali
| Classifica (2021-22) | Posizione massima |
| -------------------- | ----------------- |
| Austria              | 15                |
| Belgio (Fiandre)     | 3                 |
| Belgio (Vallonia)    | 50                |
| Francia              | 135               |
| Germania             | 22                |
| Grecia               | 54                |
| Irlanda              | 4                 |
| Lituania             | 54                |
| Nuova Zelanda        | 36                |
| Paesi Bassi          | 19                |
| Portogallo           | 37                |
| Regno Unito          | 2                 |
| Slovacchia           | 77                |
| Spagna               | 76                |
| Svizzera             | 36                |
| Ungheria             | 5                 |

### Classifiche di fine anno
| Classifica (2021) | Posizione |
| ----------------- | --------- |
| Regno Unito       | 98        |